# Nashorn
Nashorn (niem. „nosorożec”) – niemiecki niszczyciel czołgów z okresu II wojny światowej (wczesne wersje tego pojazdu znane były także jako Hornisse – „szerszeń”). Powstał w 1942 roku i miał stanowić jedynie tymczasowe rozwiązanie do momentu wejścia do służby projektowanych wtedy innych konstrukcji, ale pomimo słabego opancerzenia i dość wysokiej sylwetki pozostał w użyciu do końca wojny.

## Historia
Po rozpoczęciu operacji Barbarossa i po pojawieniu się w większej liczbie radzieckich czołgów T-34 i KW-1, już pod koniec 1941 roku niemieckie wojska zaczęły odczuwać brak mobilnej i skutecznej broni przeciwpancernej – holowane działa przeciwpancerne były zbyt mało mobilne, a istniejące niszczyciele czołgów typu Panzerjäger I nie były wystarczająco silnie uzbrojone.
W lutym 1942 roku zakłady zbrojeniowe Alkett opracowały podwozie na nowy niszczyciel czołgów Geschützwagen III/IV wykorzystujący części z czołgów PzKpfw III i PzKpfw IV, który postanowiono uzbroić w armatę przeciwpancerną 8,8 cm Panzerabwehrkanone (PaK) 43 L/71 – odmianę słynnej niemieckiej „osiemdziesiątki ósemki”. Wybór uzbrojenia wymusił jednak pewne zmiany w konstrukcji podwozia – przedłużono je, a silnik został przeniesiony z tyłu na środek pojazdu. Sama armata była na tyle ciężka, że w celu zmniejszenia masy nowej konstrukcji opancerzenie zostało zredukowane do absolutnego minimum.
Nowy pojazd został pokazany Adolfowi Hitlerowi w październiku 1942 i po jego akceptacji wszedł do produkcji na początku 1943. Pełna, oficjalna nazwa brzmiała 8.8cm PaK43 (L/71) auf Geschützwagen III/IV (Sd. Kfz. 164), ale ogólnie znany był jako Panzerjäger Hornisse.
Pod koniec 1943 lub na początku 1944 powstał nowy model „Szerszenia” uzbrojony w zmodernizowane działo 8.8cm PaK43/1 (L/71). W tej wersji zmodyfikowano także nieco opancerzenie z przodu pojazdu. Różnice pomiędzy nowym a starym modelem były jednak minimalne, praktycznie można je było tylko odróżnić po działach. Ta wersja otrzymała nazwę Nashorn.
Łącznie wyprodukowano 494 pojazdy w obu wersjach, większość z nich została wyprodukowana w 1943.

## Użycie bojowe
Szerszenie/Nosorożce stanowiły uzbrojenie oddziałów ciężkich niszczycieli czołgów (schwere Panzerjäger Abteilungen). Każdy oddział wyposażony był w 30 pojazdów tego typu, łącznie powstało sześć tego typu formacji – schwere Panzerjäger Abteilung 560, 655, 525, 93, 519 i 88. Jednostki wyposażone w Nashorny walczyły do końca wojny na wszystkich frontach.
Ich debiut bojowy przypadł w czasie bitwy na łuku kurskim, gdzie spisały się bardzo dobrze. Znakomite, dalekonośne i skuteczne działo, pozwalające na zniszczenie przeciwnika na znacznej odległości, skutecznie niwelowało słabe strony tego pojazdu, jakimi było cienkie opancerzenie i dość wysoki profil. Pojazdy tego typu znakomicie nadawały się do prowadzenia walki na płaskich, otwartych terenach, jakimi były stepy południowej Rosji. Niepotwierdzonym rekordem jest zniszczenie przez Nashorna sowieckiego czołgu z odległości 4600 m.